# 가톨릭 모토마치 교회

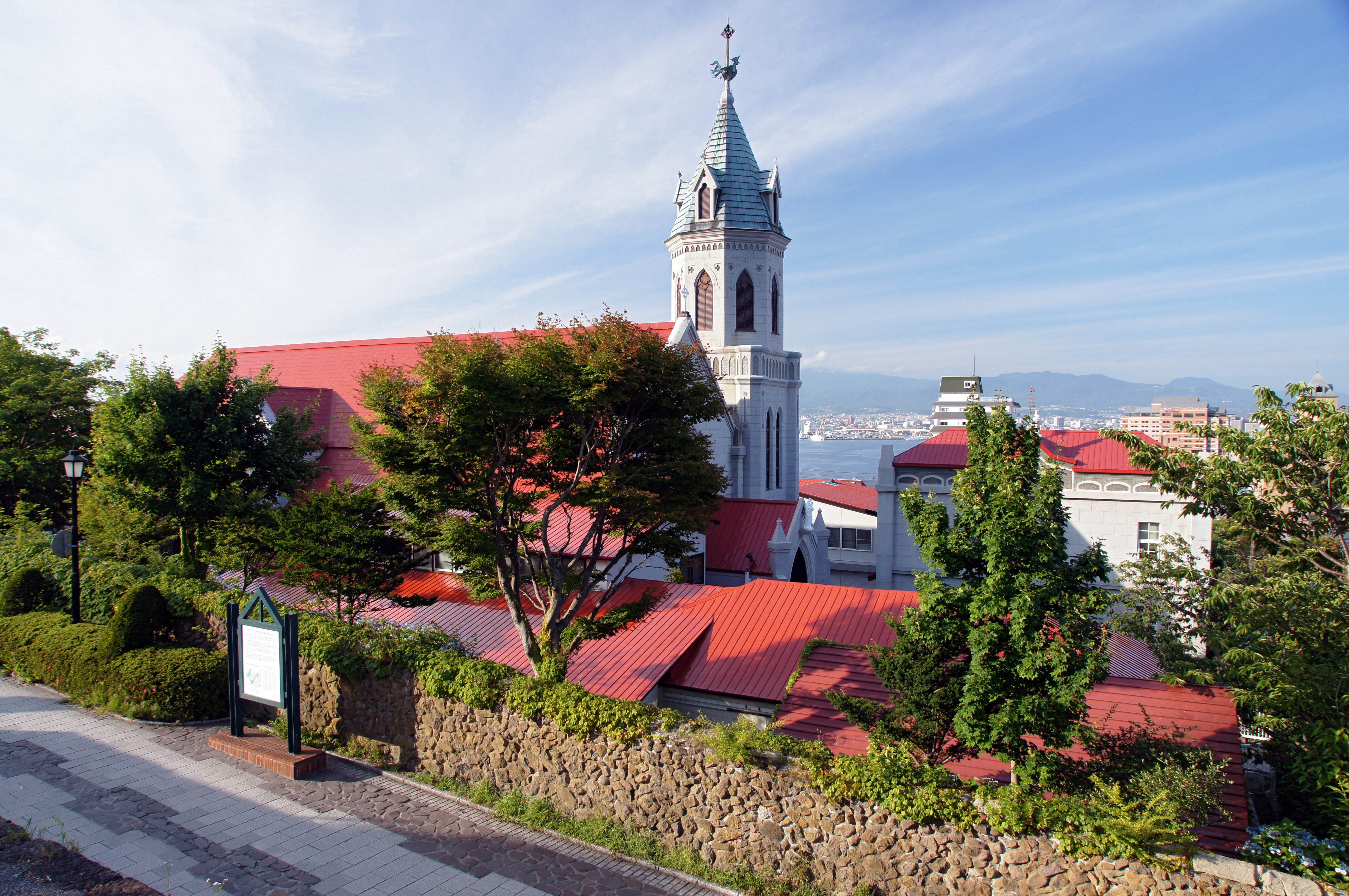
가톨릭 모토마치 교회

가톨릭 모토마치 교회(일본어: カトリック元町教会)는 일본 홋카이도 하코다테시에 있는 삿포로 교구의 성당이다.